# Febbre del Nilo occidentale
La febbre del Nilo occidentale, conosciuta anche come febbre da virus del Nilo occidentale o febbre West Nile, è una malattia infettiva respiratoria causata dal virus denominato Virus del Nilo occidentale appartenente alla famiglia dei Flaviviridae.
Questa malattia viene solitamente diffusa attraverso una puntura di zanzare. In circa l'80% dei pazienti infettati presentano pochi sintomi oppure sono asintomatici; invece circa il 20% sviluppa vari sintomi comuni quali febbre, mal di testa, vomito o eruzioni cutanee. In circa poco meno dell'1% delle persone infettate si verificano encefalite o meningite, alle quali si associano rigidità del collo, senso di confusione o convulsioni. Il periodo di convalescenza può richiedere da settimane ad alcuni mesi. Il rischio di morte tra coloro in cui il virus colpisce il sistema nervoso, è di circa il 10 per cento.
La malattia ha un andamento endemico-epidemico e inizialmente risultava diffusa soprattutto in Africa (specie in Egitto), Medio Oriente, India. Le zone adiacenti a fiumi o bacini lacustri sono più esposte al contagio, data la loro naturale proliferazione di zanzare.
Nelle zone temperate i casi di encefalite dovuti a questo virus si verificano generalmente tra la fine dell'estate e l'inizio dell'autunno. Nelle altre regioni più calde il virus può trasmettersi per tutto l'anno.

## Storia ed epidemiologia
| Periodo               | Stato       | Casi  | Decessi |
| --------------------- | ----------- | ----- | ------- |
| 1999                  | Stati Uniti | 149   | 18      |
| 1999                  | Canada      |       | 1       |
| 2000                  | Israele     | 120   | 10      |
| 2001                  | Canada      | 10    |         |
| 2002                  | Stati Uniti | 4 156 | 284     |
| 2002                  | Canada      | 416   |         |
| 2003                  | Stati Uniti | 9 858 | 264     |
| 2003                  | Canada      | 1 000 | 7       |
| Agosto 2003           | Francia     | 7     |         |
| Agosto 2006           | Canada      | 1     |         |
| Ottobre 2008          | Italia      | 68    | 6       |
| Settembre 2009        | Italia      | 16    | 4       |
| Settembre 2012        | Tunisia     | 50    | 5       |
| Agosto–Settembre 2013 | Serbia      | 137   | 12      |
| Agosto 2015           | Italia      | 2     |         |
| Novembre 2018         | Italia      | 552   | 40      |
| Settembre 2018        | Croazia     | 53    | 3       |
| Settembre 2019        | Italia      | 16    | 1       |
| Settembre 2022        | Italia      | 517   | 28      |

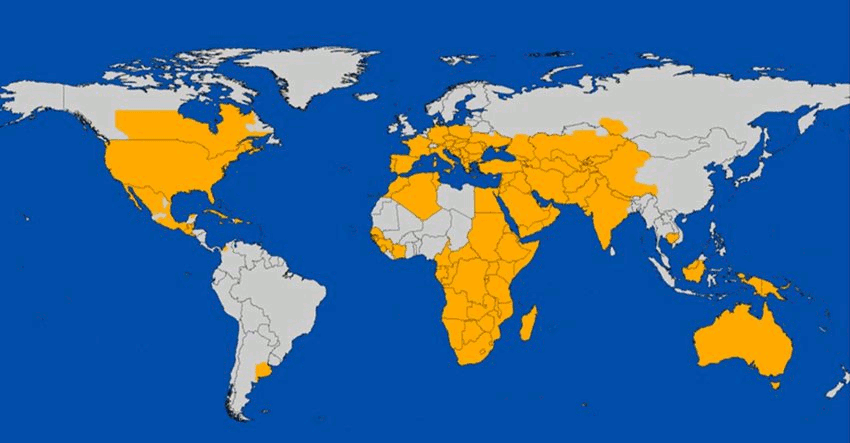
Diffusione del virus nel 2006

Nella prima metà degli anni novanta, la malattia da virus del Nilo occidentale si verificava solo sporadicamente ed era considerata un rischio minore per l'uomo. 
In Francia la prima epidemia ha avuto luogo nel 1962 con ben cinquanta casi di encefalite, di cui dieci gravi e, tra il 1975 e il 1980, nuovi casi umani sono stati osservati in Camargue e in Corsica.
Nel 1994 scoppiò un focolaio epidemico in Algeria che si caratterizzò per numerosi casi di encefalite. A distanza di due anni, nel 1996 si verificò una nuova grande epidemia in Romania, anche in questo caso associata a un alto numero di casi di malattia neuroinvasiva. Dopo aver fatto la sua comparsa in Europa in anni più recenti il virus è apparso negli Stati Uniti d'America, dove la prima epidemia è stata dichiarata nello stato di New York nel 1999.
Nel focolaio epidemico del 2002 sono stati registrati 15 000 casi solo nei cavalli. L'impatto dell'infezione virale sui cavalli e nell'industria americana dell'allevamento equino è stato devastante, con un tasso di mortalità di circa il 40%.
Nel 2009 una ricerca fatta negli Stati Uniti sul sangue di 6,2 milioni di donatori ha permesso di trovare mille donatori positivi e due probabili casi di trasmissione di encefalite, legata al virus, per trasfusione sanguigna. Durante uno studio analogo in Francia, nel dipartimento di Var, che ha coinvolto duecento donatori, è risultato che l'1% di questi era positivo.
Nel 2012 si è verificata una delle peggiori epidemie virali, nel corso della quale sono morte 286 persone negli Stati Uniti, con il Texas particolarmente interessato dall'infezione virale.

### Diffusione in Italia
In Italia, le zone colpite hanno riguardato soprattutto Emilia-Romagna e Veneto, ma dal 2008 si sono verificati nuovi casi di contagio. Nel 2008 in un focolaio endemico in Italia ha determinato infezione in 77 cavalli e due persone; dopo questa epidemia il WNV è stato dichiarato endemico in Italia. Nel settembre 2008 ci fu il primo caso di febbre del Nilo occidentale neuroinvasiva in Italia.
Il Centro nazionale trapianti nel 2009 ha deciso di eseguire test per la valutazione di eventuali infezioni da WNV: il riscontro di una risposta anticorpale in alcuni donatori provenienti dal Piemonte, Friuli-Venezia Giulia, Marche e Basilicata è risultata inaspettata e ha evidenziato che l'infezione da WNV era presente in diverse regioni italiane.
Dall'inizio giugno al 23 agosto 2022 sono stati registrati in Italia 301 casi con quindici morti.
Nell'estate del 2025, nel mese di luglio, i casi sono raddoppiati, passando da 32 a 89, e i decessi sono saliti a 8.

## Eziopatogenesi

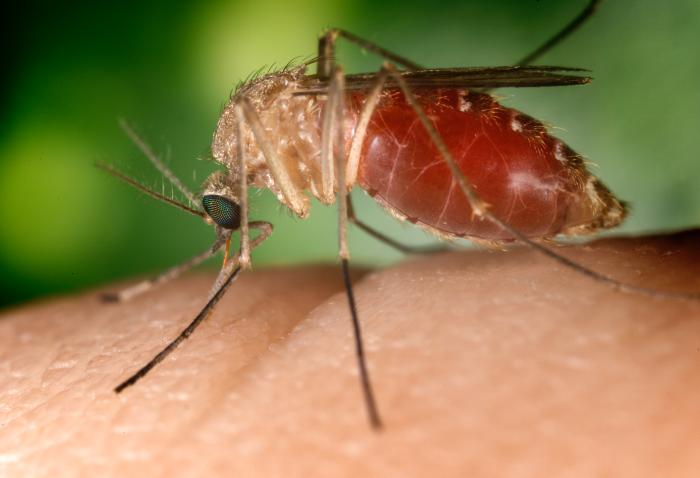
Culex quinquefasciatus, uno dei vettori del virus

Il serbatoio per il virus è rappresentato dagli uccelli selvatici e dalle zanzare, principalmente del genere Culex; le zanzare si infettano pungendo gli uccelli infetti e a loro volta diffondono il virus attraverso le proprie punture. Il virus infetta anche altri mammiferi, in particolare cavalli, nonché comuni animali domestici. Il principale veicolo di trasmissione all'uomo è rappresentato dalla puntura delle zanzare infette, mentre non è prevista la trasmissione diretta da uomo a uomo.
Altre possibili vie di trasmissione, pur più sporadiche, possono consistere nelle trasfusioni di sangue, nei trapianti di organi, nella trasmissione da una madre al proprio feto, nell'allattamento o nell'esposizione in laboratorio.

## Clinica

### Segni e sintomi
Il periodo di incubazione della malattia, il periodo cioè tra puntura della zanzara e sviluppo dei primi sintomi, va dai 2 ai 14 giorni; nei soggetti con sistema immunitario compromesso, può arrivare a 21 giorni. Circa un paziente su quattro (il 26%) con infezione da West Nile virus è destinato a divenire sintomatico.
I sintomi iniziali dell'infezione da virus del Nilo occidentale sono rappresentati dalla comparsa di febbre moderata che in genere perdura da tre a sei giorni. A essa si associa spesso un senso di malessere generalizzato, anoressia, nausea, cefalea (mal di testa), tipica sintomatologia simil influenzale. A essa può fare seguito la comparsa di dolore oculare, mal di schiena, mialgie (dolori muscolari), artralgie, tosse, eruzioni cutanee, linfadenopatia e dispnea (difficoltà a respirare). Alcuni pazienti possono sviluppare disturbi che interessano in modo particolare l'apparato gastrointestinale. In questo caso il quadro clinico è dominato da nausea, vomito e diarrea.

#### Complicanze
In meno del 15% dei casi, di solito nei soggetti anziani e in quelli più deboli, possono verificarsi gravi complicazioni neurologiche quali meningite asettica, encefalite o meningoencefalite. La mortalità in chi sviluppa complicanze neurologiche si attesta al 17%. In 1 caso su 1000 l'encefalite virale può portare alla morte. Tra i maggiori fattori di rischio nell'infezione si annoverano l'età avanzata, i tumori cerebrali, l'ipertensione, il diabete mellito, malattie ematiche e renali, l'alcolismo, nonché fattori genetici.
I sintomi più comunemente riportati da pazienti con disturbi neurologici sono: febbre elevata, marcata cefalea, estrema debolezza, paralisi flaccida, modificazione dello stato mentale con alterato stato di coscienza, confusione mentale, disorientamento, tremori, convulsioni, stupore e coma. Tra le alterazioni neurologiche sono anche state registrate atassia, disturbi di tipo extrapiramidale, anormalità dei nervi cranici, mielite, neurite ottica, poliradiculite, e crisi convulsive di tipo epilettiforme. 
Una minoranza di pazienti manifesta anche eruzioni maculopapulari o morbilliformi sul tronco, collo, arti superiori e inferiori.
La più comune manifestazione oculare della malattia da virus del Nilo occidentale è invece rappresentata da una corioretinite multifocale.

### Diagnosi
La diagnosi avviene attraverso esami di laboratorio, quali Elisa e immunofluorescenza, per la ricerca degli specifici anticorpi (IgM) nel siero ematico e/o sul liquido cerebrospinale nei casi con complicanze neurologiche. Le IgM possono persistere nel siero anche per un anno, quindi potrebbero indicare un'infezione precedente; di converso, fino a 8 giorni dall'infezione la loro ricerca può risultare negativa, quindi il test va ripetuto. In alternativa possono essere ricercate tracce dirette del virus nel siero o nel liquido cefalorachidiano tramite PCR o coltura virale.

## Trattamento
Allo stato attuale delle conoscenze non esiste un trattamento specifico che permetta l'eradicazione dell'infezione da virus WNV. La terapia è pertanto unicamente di supporto e indirizzata ad attenuare la possibile evoluzione verso l'edema cerebrale.
Nei pazienti con marcata alterazione dello stato di coscienza o in coma il trattamento è indirizzato al mantenimento delle funzioni vitali. 

## Prognosi
In linea generale la prognosi è favorevole; generalmente il malato si rimette spontaneamente in tre/cinque giorni. Alcuni studi indicano che la febbre del Nilo occidentale spesso può essere più grave di quanto si pensasse in precedenza; la malattia può essere mortale, specialmente in individui anziani e immunodepressi. Studi clinici eseguiti su diversi focolai epidemici recenti indicano che per alcuni pazienti ci possono volere dai due ai tre mesi per recuperare.
I pazienti che hanno sviluppato una febbre da WNV di grado lieve hanno altrettante probabilità di quelli che hanno sviluppato gravi manifestazioni neuroinvasive della malattia di accusare a lungo termine (anche a più di un anno) disturbi somatici come tremore e disfunzioni nelle abilità motorie ed esecutive.
Secondo alcuni studi la febbre da WNV neuroinvasiva è statisticamente associata a un aumento di rischio per una successiva insufficienza renale cronica.

## Prevenzione

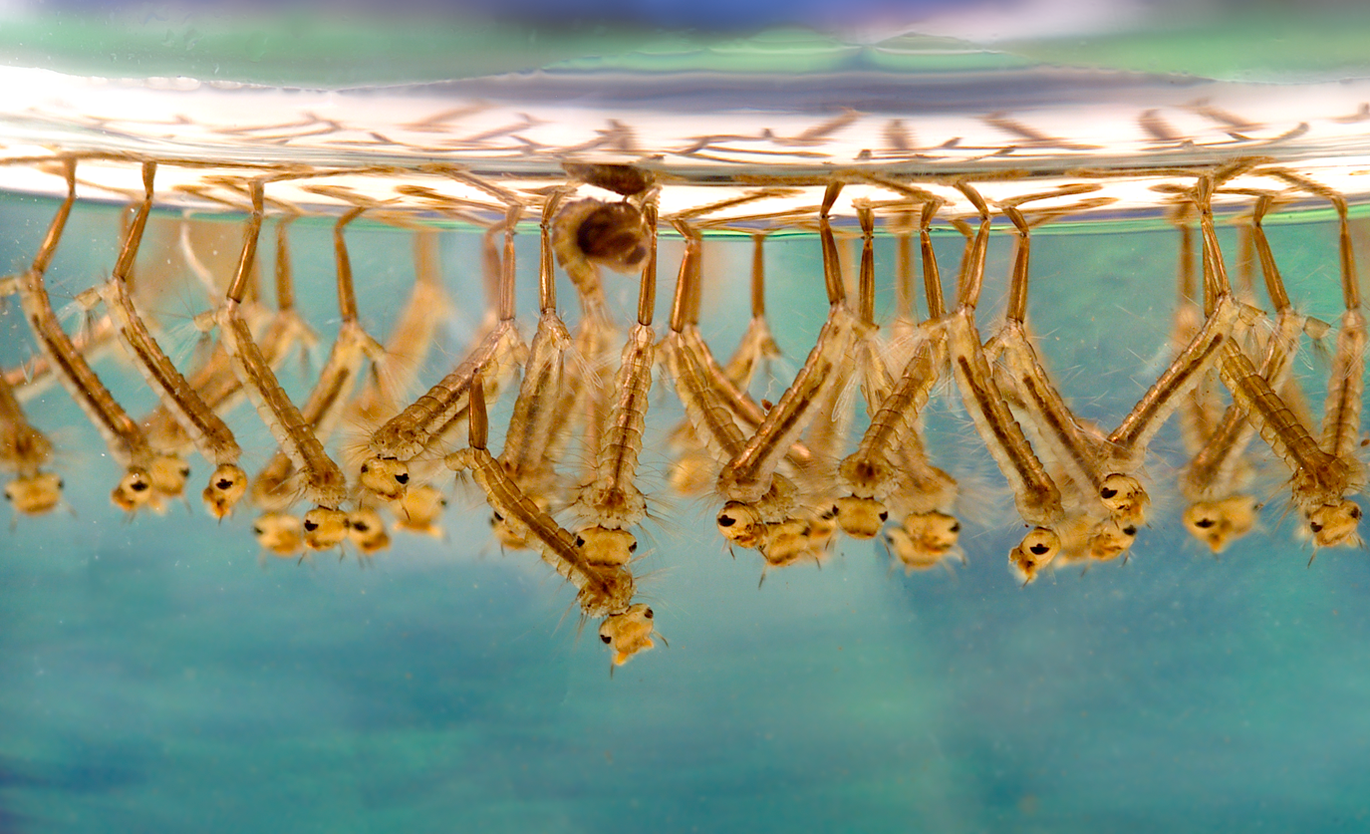
Larve di zanzara in acqua stagnante

Dal momento che sono ancora in fase di studio vaccini efficaci contro il virus, a livello individuale sono validi i mezzi di prevenzione tradizionali contro le zanzare, sia nei confronti delle punture sia della loro riproduzione. Gli insetticidi costituiscono un metodo semplice ed efficace per ridurre la popolazione di zanzare; tuttavia, essi agiscono solo contro le zanzare adulte. È utile utilizzare repellenti per gli insetti e zanzariere; portare vestiti che coprano braccia e gambe, in particolare all'alba e al tramonto; ridurre le acque stagnanti di vasi da fiori, secchi, piscinette per bambini e ciotole per animali; dormire in ambienti con aria condizionata o protetti.
È raccomandabile evitare il contatto diretto con animali morti e stare lontano da luoghi a rischio come stagni e superfici umide (sottovasi).

## La malattia nel cavallo
Nel cavallo il periodo di incubazione varia da tre a quindici giorni. Oltre alla manifestazione di febbre, perdita dell'appetito e depressione generalizzata, i sintomi clinici sono quasi esclusivamente neurologici: debolezza agli arti posteriori, che può andare dalla mancata coordinazione fino alla paralisi, indebolimento della vista, atassia, movimento compulsivo di spinta della testa contro le pareti del box, movimenti senza meta, crisi convulsive, disfagia, movimenti circolari, ipereccitabilità, coma.
Il 10% dei cavalli affetti da West Nile Virus sviluppa disordini a carattere neurologico legati all'encefalite. Il tasso di mortalità tra i cavalli con sintomi clinici oscilla dal 20 al 57%.
Una diagnosi certa, fondata su esami sierologici o del liquido cerebrospinale, è necessaria per escludere altre malattie con segni neurologici similari: rabbia, botulismo, mieloencefalite protozoaria equina (EPM) e altre forme di encefalite.
La vaccinazione può notevolmente ridurre il rischio per i cavalli di subire le complicazioni del virus della West Nile. Tale efficacia è stata dimostrata con successo negli Stati Uniti, dove il numero di casi equini riportati è diminuito di anno in anno dal picco del focolaio endemico nel 2002. Per proteggere i cavalli dal virus l'animale deve essere vaccinato prima della stagione degli sciami di zanzare, quindi prima di essere esposto al rischio di punture. La prima vaccinazione è seguita da un richiamo dopo tre/cinque settimane, dopo il quale si dovrebbe fare un richiamo annuale. L'insorgenza dell'immunità inizia tre settimane dopo la seconda vaccinazione. All'inizio del 2009 la Fort Dodge Animal Health ha lanciato sul mercato il primo vaccino per equini contro il WNV autorizzato in Europa.